# Diefenbach
Den danske kvintet, som startede ud med at være et instrumentalt post-rockorkester, blev dannet i 1999 af guitaristen Kenneth Sarup. Kun to uger efter bandet havde mødt hinanden for første gang, gik de i studiet og begyndte at indspille debutalbummet "Diefenbach" (2001).
Navnet Diefenbach tog de efter “Reiley Diefenbach”, som er en karakter i filmen "Fargo".
Diefenbach dannede deres eget pladeselskab Display Records, dels for at udgive deres egen musik men også for at kunne udgive danske bands som fx Geisha og Pluto.
I 2003 udgav Diefenbach deres 2. album, "Run Trip Fall", som var blevet til i samarbejde med Morten Bue (som også har arbejdet sammen med bl.a. Peter Sommer og Nikolaj Nørlund). Under indspilninger til albummet forsøgte Kenneth Sarup og bassisten Allan Mattsson sig som sangere, og albummet kom til at indeholde Diefenbachs første forsøg med vokaler.
I 2004 fik Diefenbach en kontrakt med engelske Wall Of Sound's indie label We Love You, og "Run Trip Fall" blev udsendt i UK samme år, hvilket gav bandet positiv opmærksomhed fra bl.a. musiktidsskrifterne NME og Q. 
På albummet "Set & Drift" har Kenneth Sarup og Allan Mattsson lagt vokal på alle numrene, og manden bag knapperne er englænderen Tom Elmhirst, som også har arbejdet med Manic Street Preachers, Sugababes og Goldfrapp.
Med det seneste album har Diefenbach definitivt sagt farvel til post-rocken, som ellers har fulgt bandet siden deres selvbetitlede debut fra 2001.
"Dark Spinner" er Diefenbachs fjerde album i rækken og efterfølger 2005's "Set & Drift", som fik stor opbakning fra bl.a. DR P3, som roterede singlerne "Glorious" og "Favourite Friend" – sidstnævnte opnåede desuden status af P3's Uundgåelige.
Diefenbach var med i opløbet om årets P3 Pris, som dog gik til Veto.
Diefenbach udgav en single "Into The Sun" på Youtube den 29. oktober 2014 og sagde yderligere, at sangen var fra deres kommende album. Imidlertid er der ikke frigivet yderligere nyheder om albummet siden..